# Червоний Яр (Пологівський район)
Червоний Яр — село в Україні, у Преображенській сільській громаді Пологівського району Запорізької області. Населення становить 111 осіб.

## Географія
Село Червоний Яр розташоване за 81 км від обласного центру та 59 км від районного центру. На відстані до 2 км розташовані сусідні села: Тимошівка та Микільське. Селом тече пересихаючий струмок із загатою, а також пролягає автошлях територіального значення Т 0408.

## Історія
27 серпня 2015 року, в ході децентралізації, Омельницька сільська рада об'єднана з новоутвореною Преображенською сільською громадою.
19 липня 2020 року, в результаті адміністративно-територіальної реформи та ліквідації Оріхівського району, село увійшло до складу новоутвореного Пологівського району.
22 червня 2023 року рішенням Національної комісії зі стандартів державної мови віднесено до списку населених пунктів, які «можуть не відповідати лексичним нормам української мови», зокрема стосуватися «російської імперської чи колоніальної політики». Громаді рекомендовано обґрунтувати доцільність збереження поточної назви або  запропонувати нову назву в установленому законодавством порядку.

## Населення

### Мова
Розподіл населення за рідною мовою за даними перепису 2001 року:
| Мова       | Кількість | Відсоток |
| ---------- | --------- | -------- |
| українська | 104       | 93.69%   |
| російська  | 7         | 6.31%    |
| Усього     | 111       | 100%     |